# Ahmad ibn Mulhim
Ahmad ibn Mulhim fou un emir libanès del Xuf i dependències, de la dinastia dels Banu Maan.
Va succeir el seu pare Mulhim quan va morir el 1658. El 1667 va derrotar els Alam al-Din, la família rival que tenia el suport dels grups àrabs iemenites (mentre Mulhim i Ahmad tenien el dels qaysites) i que havia pres el control del Kisrawan i de part dels territoris drusos. Va ser reconegut com a multazim local d'aquests territoris subordinat al eyalat de Sidó (fins al 1660 Sidó era seu d'un beglerbegi; en aquest any fou elevat a eyalat per reunió d'altres districtes) i va ocupar aquestes funcions durant trenta anys (1667 a 1697) establint realment l'autonomia de la regió i creant la simbiosi entre maronites, àrabs i drusos que va originar la particularitat libanesa.
Va morir sense fills el 1797 i el va succeir el seu nebot, fill d'una germana, Bashir I Shihab (1697-1706) al que van disputar la successió els Alam al-Din.